# 広島県幼稚園の廃園一覧
広島県幼稚園の廃園一覧（ひろしまけんようちえんのはいえんいちらん）は、広島県内の廃園になった幼稚園の一覧。対象となるのは、学制改革（1947年）以降に廃園となった幼稚園、および分園である。園名は廃園当時のもの。廃園時に幼稚園が所在していた自治体がその後合併により消滅している場合は、現行の自治体に含める。また現在休園中の県内の幼稚園（分園）も、その多くは実質上、廃園と同じ状態にあるため参考として記載する。
（）内は、廃園になった年（休園の場合は、その措置が取られた年）である。

## 広島市
- くすのき幼稚園〈初代〉（1993年廿日市市へ移転）[1]
- 聖マリア幼稚園（2007年）
- サムエル第二幼稚園（2009年サムエル信愛幼稚園へ改称、2015年サムエル信愛保育園と統合しサムエル信愛こどもの園へ）[2]
- 清風幼稚園（2012年せいふう認定こども園へ移行）[3]
- 広陵幼稚園（2011年休園、2022年7月廃園[4]）
- 広島市立亀崎幼稚園（2013年）[5]
- 広島市立上温品幼稚園（2013年）[5]
- 広島市立北祇園幼稚園（2013年）[5]
- 広島市立安東幼稚園（2013年）[5]
- 広島市立真亀幼稚園（2013年）[5]
- 広島市立古市幼稚園（2014年）[6]
- 広島市立口田幼稚園（2014年）[7]
- 広島市立阿戸幼稚園（2015年）[8]
- 流川幼稚園（2015年流川こども園へ移行）[9]
- 堀越幼稚園（2016年こうわ幼稚園〈2017年こうわ認定こども園へ移行〉開園に伴い廃園）[10]
- 安芸幼稚園〈旧〉（2017年幼保連携型認定こども園安芸幼稚園〈新〉へ移行）[11]
- かつぎ幼稚園〈旧〉[12]（2019年認定こども園かつぎ幼稚園〈新〉[13]へ移行）
- 三入東幼稚園（2019年三入幼稚園へ統合）[14]
- 広島城北幼稚園（2020年幼保連携型認定こども園JOHOKUこどもアカデミーへ移行）[15]
- ルンビニ幼稚園（2020年12月）[16]
- 光禅寺幼稚園（2021年光禅寺認定こども園へ移行）[17]
- ほうりんこころ幼稚園〈旧〉[18]（2021年認定こども園ほうりんこころ幼稚園〈新〉へ移行）
- 可部幼稚園（2024年）[19]

## 呉市
- 呉市立豊島幼稚園（2016年休園[20]、2020年廃園[21]）
- スカウトランドひまわり幼稚園〈旧〉（2019年幼保連携型認定こども園スカウトランドひまわり幼稚園〈新〉へ移行）[22]
- 天応めぐみ幼稚園（2019年幼保連携型認定こども園天応と統合し幼保連携型認定こども園天応めぐみ園へ）[23]
- 呉あそか幼稚園〈旧〉[12]（2019年認定こども園呉あそか幼稚園〈新〉[24]へ移行）
- 花の木幼稚園〈旧〉[12]（2019年認定こども園花の木幼稚園〈新〉へ移行）
- 呉市立ゆたか幼稚園（2020年）[21]
- さくらがおか幼稚園〈旧〉（2021年幼保連携型認定こども園さくらがおか幼稚園〈新〉へ移行）[25]
- 安浦幼稚園〈旧〉[18]（2021年認定こども園安浦幼稚園〈新〉へ移行）
- みのり幼稚園（2022年）[4]

## 竹原市
- 竹原市吉名幼稚園
- 中央幼稚園（2014年中央こども園へ移行）[26]
- 竹原市立大乗幼稚園（2014年休園[6]、2020年廃園[21]）
- 竹原市立竹原西幼稚園（2020年竹原西保育所および中通保育所と統合し竹原市立たけのここども園へ）[27]
- 竹原市立竹原東幼稚園（2020年）[21]
- 聖愛幼稚園（2023年）[28]

## 三原市
- 三原市立木原幼稚園（休園、開始時期不詳）[29]
- 三原市立須波幼稚園（休園、開始時期不詳）[29]
- 三原市立深幼稚園（休園、開始時期不詳）[29]
- 三原市立鷺浦幼稚園（休園、開始時期不詳）[29]
- 三原市立鷺幼稚園（1995年統合により鷺浦幼稚園へ）[30]
- 三原市立須ノ上幼稚園（同上）[30]
- 三原市立向田幼稚園（同上）[30]
- 三原市立糸崎幼稚園（2007年休園、2013年廃園[5]）
- 三原市立三原幼稚園（2013年）[5]
- 三原市立八幡幼稚園（2013年）[5]
- 三原市立高坂幼稚園（2013年）[5]
- 三原市立小坂幼稚園（2020年休園）[21]
- 三原市立田野浦幼稚園〈旧〉（2021年休園[31]、2024年三原市立宗郷保育所と統合し認定こども園三原市立田野浦幼稚園〈新〉へ[32]）
- 三原市立沼田西幼稚園（2021年休園）[31]
- 三原市立中之町幼稚園（2022年休園）[33]
- 三原市立西幼稚園（2023年休園）[34]
- 三原市立幸崎幼稚園（2023年休園）[34]

## 尾道市
- 尾道市立久山田幼稚園（2007年尾道市立栗原幼稚園へ統合）
- 尾道市立吉和幼稚園（2013年）[5]
- 尾道市立向島中央幼稚園（2013年）[5]
- 尾道市立東生口幼稚園（2014年）[6]
- 尾道市立土生幼稚園（2015年）[8]
- 尾道市立中庄幼稚園（2016年尾道市立大浜保育所および尾道市立外浦保育所と統合し社会福祉法人若葉因島北認定こども園へ）[35]
- 尾道市立木頃幼稚園（2017年）[36]
- 尾道市立木ノ庄西幼稚園（2017年）[36]
- 尾道市立原田幼稚園（2017年）[36]
- 尾道市立向東幼稚園（2019年）[37]
- 尾道市立高見幼稚園（2019年）[38]
- 尾道市立重井幼稚園（2019年）[39]
- 田熊幼稚園（2019年田熊幼保連携型認定こども園へ移行）[40]
- 尾道市立栗原幼稚園（2020年るり保育所・のぞみが丘保育所・北久保保育所と統合し社会福祉法人広島県同胞援護財団どうえん尾道中央認定こども園へ）[41]
- 尾道市立栗原北幼稚園（同上）[41]
- 尾道市立西藤幼稚園（2020年休園[21]、2022年廃園[33]）
- 尾道市立三幸幼稚園（2022年休園、2024年廃園）[42]
- 尾道市立百島幼稚園（2023年休園）[34]

## 福山市
- 福山市立坪生幼稚園〈初代〉（1993年坪生西幼稚園と統合し福山市立坪生西幼稚園〈2代目〉となり、同年7月福山市立坪生幼稚園〈2代目〉へ改称）
- 福山市立坪生西幼稚園〈初代〉（1993年坪生幼稚園と統合し坪生西幼稚園〈2代目〉となり、同年7月坪生幼稚園〈2代目〉へ改称）
- 福山市立野々浜幼稚園（1996年休園）[43]
- 福山市立泉幼稚園（1997年休園）[43]
- 福山市立長浜幼稚園（1998年休園）[43]
- 福山市立霞幼稚園（2001年休園）[43]
- 福山市立山手幼稚園（2001年休園）[43]
- 福山市立桜丘幼稚園（2004年休園）[43]
- 福山市立春日幼稚園（2004年休園）[43]
- 福山市立大津野幼稚園（2007年休園）[43]
- 福山市立西深津幼稚園（2007年休園）[43]
- 福山市立樹徳幼稚園（2008年）[44]
- 福山市立川口幼稚園（2008年休園[44]、2019年廃園[37]）
- 福山市立旭丘幼稚園（2010年休園）[43]
- 福山市立幕山幼稚園（2011年休園）[45]
- 福山市立箕島幼稚園（2012年休園）[46]
- 福山市立日吉台幼稚園（2013年休園）[5]
- 福山市立深津幼稚園（2014年休園）[6]
- 福山市立久松台幼稚園（2014年休園）[6]
- 福山市立走島幼稚園（2015年）[47]
- 福山市立東幼稚園（2018年福山市立大学附属幼稚園および福山市立東保育所と統合し福山市立大学附属こども園へ）[48]
- 福山市立大学附属幼稚園（2018年東幼稚園および東保育所と統合し福山市立大学附属こども園へ）[48]
- 福山市立高島幼稚園（2019年）[49]
- サムエル幼稚園〈旧〉（2019年認定こども園サムエル幼稚園〈新〉へ移行）[50]
- 福山市立伊勢丘幼稚園（2020年）[21]
- サムエル旭丘幼稚園（2021年旭丘サムエルこども園へ移行）[50]
- 福山市立坪生幼稚園〈2代目〉（2023年休園）[34]
- 福山市立郷分幼稚園（2024年休園）[51]

## 府中市
- さつき幼稚園（2017年）[52]

## 三次市
- 十日市幼稚園（2021年）[53]

## 東広島市
- 東広島市立八本松中央幼稚園（2023年）[34]

## 廿日市市
- 海田幼稚園（2018年廿日市こども園へ移行）[54]
- 友和幼稚園（2020年友和こども園へ移行）[55]
- くすのき幼稚園〈2代目〉（2023年[56]認定こども園くすのき幼稚園〈3代目〉へ移行）

## 江田島市
- 江田島幼稚園（2012年）[57]

## 山県郡
- 北広島町立八重幼稚園（2007年）
- 北広島町立本地幼稚園（2007年）
- 北広島町立千代田幼稚園（2007年）
- 北広島町立壬生幼稚園（2007年）
- 北広島町立芸北幼稚園（2007年）
- 北広島町立八幡幼稚園（2007年北広島町立八幡こども園へ移行）[58]
- 安芸太田町立戸河内幼稚園猪山分園（2009年安芸太田町立加計認定こども園あさひへ統合）
- 安芸太田町立上殿幼稚園（2010年安芸太田町立認定こども園とごうちへ統合）
- 安芸太田町立戸河内幼稚園平見谷分園（2013年）[5]
- 安芸太田町立戸河内幼稚園（2021年）[59]

## 豊田郡
- 大崎上島町立大崎幼稚園（2019年木江幼稚園と統合し[60]大崎上島町立大崎上島幼稚園へ[37]）
- 大崎上島町立木江幼稚園（2019年大崎幼稚園と統合し[61]大崎上島幼稚園へ[37]）
- ルンビニ幼稚園（2020年）[62][注釈 1]